# Senneville
Senneville är en bykommun (municipalité de village) i provinsen Québec i Kanada. Den ligger i regionen Montréal, i den sydöstra delen av landet, 130 km öster om huvudstaden Ottawa.
Kommunen är officiellt tvåspråkig (franska och engelska), med 53 % engelsktalande och 37 % fransktalande (modersmålstalare) vid folkräkningen 2021.